# Liliana Năstase
Liliana Năstase (Rumania, 1 de agosto de 1962) fue una atleta rumana, especializada en la prueba de heptalón en la que llegó a ser subcampeona mundial en 1991.

## Carrera deportiva
En el Mundial de Tokio 1991 ganó la medalla de plata en la competición de heptalón, con un total de 6493 puntos, quedando en el podio tras la alemana Sabine Braun y por delante de la soviética Irina Belova.